# 下維科武鄉

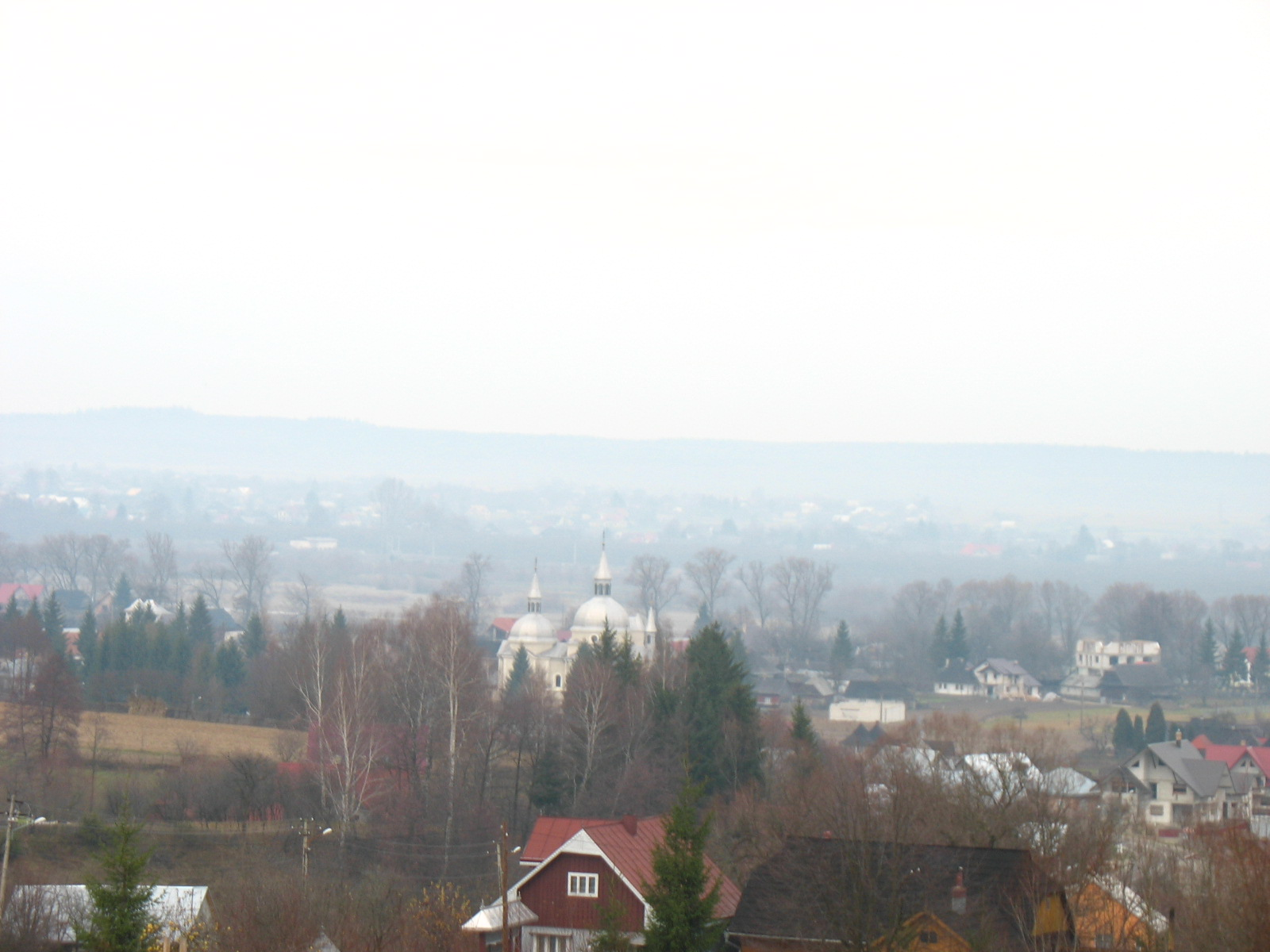

47°54′N 25°44′E / 47.900°N 25.733°E
下維科武鄉（羅馬尼亞語：Comuna Vicovu de Jos, Suceava），是羅馬尼亞的鄉份，位於該國東北部，由蘇恰瓦縣負責管轄，面積42平方公里，海拔高度438米，2002年人口6,244，人口密度每平方公里149人。